# 소옥완
소옥완(蕭玉婉, ? ~ ?)은 중국 남북조 시대 양나라의 황족이다. 
양나라 건국 후 영세공주(永世公主)로 봉해졌다. 양 무제와 덕황후 치휘 사이에서 태어난 둘째 딸이다. 남편은 사조(謝朓)의 아들 사모(謝謨)이다.